# Echinorhynchus depressus
Echinorhynchus depressus är en hakmaskart som beskrevs av Christian Ludwig Nitzsch 1866. Echinorhynchus depressus ingår i släktet Echinorhynchus och familjen Oligacanthorhynchidae. Inga underarter finns listade i Catalogue of Life.